# 草甸还阳参
草甸还阳参（学名：Crepis pratensis）是菊科还阳参属的植物，是中国的特有植物。分布于中国大陆的青海等地，生长于海拔2,790米至3,700米的地区，常生于湖边沼泽地，目前尚未由人工引种栽培。